# صباح الخير أولستر
صباح الخير أولستر (بالإنجليزية:  Good Morning Ulster)‏ هو برنامج إخباري إذاعي في شمال أيرلندا  يبث على راديو BBC Radio Ulster [الإنجليزية]. هو الأكثر استماعا كبرنامج إذاعي على الإفطار في أيرلندا الشمالية.
ويقدم البرنامج  كارين باترسون، ونويل تومسون وجويل تاغارت. يتضمّن مقدّمو العروض المتكرّرون كونور برادفورد ومارك ديفنبورت وإندا مكلافرتي وديكلان هارفي وجين ماكورماك.
يُبث البرنامج على الهواء مباشرة كل يوم من أيام الأسبوع بين الساعة 6:30 صباحًا و 9 صباحًا من الاستديو الرابع في إذاعة بي بي سي في بلفاست. على عكس الاستوديوهات الرئيسية الأخرى، يقع الاستديو الرابع داخل غرفة الأخبار نفسها.
في نوفمبر 2019، أعلن كل من نويل تومسون وكارين باترسون أنهما سيتنحيان عن البرنامج، اعتبارًا من يناير 2020.[بحاجة لمصدر]